# Ігнатів (Волгоградська область)
Ігнатів (рос. Игнатов) — хутір у Серафимовицькому районі Волгоградської області Російської Федерації.
Населення становить 124  особи. Входить до складу муніципального утворення Теркинське сільське поселення.

## Історія
Хутір розташований у межах українського історичного та культурного регіону Жовтий Клин.
Згідно із законом від 24 грудня 2004 року № 979-ОД органом місцевого самоврядування є Теркинське сільське поселення.

## Населення
| 2010 | 2014 | 2015 |
| ---- | ---- | ---- |
| 118  | ↗122 | ↗124 |